# Asteroid de tip Q
Asteroizii de tip Q sunt asteroizi din centura interioară relativ rari cu o caracteristică pronunțată de olivină și piroxenă, lată de un micrometru, și o pantă spectrală care indică prezența metalului. Sunt caracteristici de absorbție a scurtelor și lungelor de 0.7 μm , și spectrul este la general intermediar între V și tipul S.
Asteroizii de tip Q sunt spectral mai similare meteoritelor condrite ordinare  (tipuri H, L, LL) decât oricăror alte tipuri de asteroizi.